# Bahnstrecke Hamilton-Wenham–Asbury Grove
| Streckenlänge: | 1,71 km              |                    |                    |
| Spurweite: | 1435 mm (Normalspur) |                    |                    |
| |                      |                    |                    |
| Gesellschaft: | zuletzt Boston&Maine |                    |                    |
| \| \| \| von Boston \| \| \| \| 0,00 \| Hamilton-Wenham MA \| Hamilton-Wenham MA \| \| \| \| nach Conomo \| \| \| \| \| nach Portsmouth \| \| \| \| 1,71 \| Asbury Grove MA \| Asbury Grove MA \| |                      |                    |                    |
| Strecke |                      | von Boston         | von Boston         |
| Haltepunkt / Haltestelle | 0,00                 | Hamilton-Wenham MA | Hamilton-Wenham MA |
| Abzweig geradeaus und ehemals nach rechts |                      | nach Conomo        | nach Conomo        |
| Abzweig ehemals geradeaus und nach rechts |                      | nach Portsmouth    | nach Portsmouth    |
| Kopfbahnhof Streckenende (Strecke außer Betrieb) | 1,71                 | Asbury Grove MA    | Asbury Grove MA    |

Die Bahnstrecke Hamilton-Wenham–Asbury Grove ist eine Eisenbahnstrecke im Stadtgebiet von Hamilton im Essex County in Massachusetts (Vereinigte Staaten). Sie ist 1,71 Kilometer lang. Die normalspurige Strecke ist stillgelegt.

## Geschichte
Zur Anbindung des methodistischen Camp-Meeting-Geländes Asbury Grove im Stadtgebiet von Hamilton sollte eine Zweigstrecke von der Hauptstrecke Boston–Portsmouth der Eastern Railroad gebaut werden. Zum Bau dieser Strecke erhielt die Asbury Grove Railroad Company am 9. April 1870 eine Konzession. Die Gesellschaft wurde am 9. Mai des Jahres formal aufgestellt, fusionierte aber bereits am 6. Oktober mit der Eastern Railroad, noch bevor die Bauarbeiten begonnen hatten. Diese wurden 1871 durchgeführt und im August des Jahres ging die Strecke in Betrieb. Fahrplanmäßigen Personen- oder Güterverkehr gab es nicht, zur Anbindung des Zeltlagers verkehrten jedoch in der Sommersaison regelmäßig Sonderzüge. Ab 1884 oblag die Betriebsführung der Boston and Maine Railroad, die die Eastern gepachtet und 1890 schließlich aufgekauft hatte.
Nachdem Ende des 19. Jahrhunderts eine Straßenbahnstrecke in Hamilton eröffnet wurde, die den Zeltplatz sowie den Bahnhof anband, wurde die Eisenbahnstrecke überflüssig. Im Juli 1901 legte man sie still und entfernte die Gleise bis auf einen etwa 160 Meter langen Gleisstumpf, der als Abstellgleis des Bahnhofs Hamilton-Wenham diente und erst nach 1914 abgebaut wurde.

## Streckenbeschreibung
Die Strecke zweigt im mittlerweile zum einfachen Haltepunkt zurückgebauten früheren Bahnhof Hamilton-Wenham (auch Hamilton and Wenham) aus der Hauptstrecke Boston–Portsmouth ab und führt in Richtung Nordwesten etwa entlang Asbury Street. Die Trasse ist weitestgehend überbaut.